# Brownson-Inseln
Die Brownson-Inseln sind eine Gruppe von rund 20 Inseln vor der Walgreen-Küste des westantarktischen Ellsworthlands. Sie liegen etwa 22 km südwestlich der Südwestspitze der Canisteo-Halbinsel unmittelbar vor der Einfahrt zur Cranton Bay.
Kartiert wurden die Inseln anhand von Luftaufnahmen der US-amerikanischen Operation Highjump (1946–1947) vom Dezember 1946. Das Advisory Committee on Antarctic Names benannte sie 1955 nach der Brownson, einem bei der Operation Highjump eingesetzten Zerstörer.